# دیابوگو
دیابوگو (به لاتین: Diabugu) یک منطقهٔ مسکونی در گامبیا است که در Upper River Division واقع شده‌است. دیابوگو ۹٬۰۰۰ نفر جمعیت دارد.